# Hosseusia eoa
Hosseusia eoa là một loài bướm đêm trong họ Geometridae.